# Märta Rosenberg
Märta Karin Rosenberg, född 12 mars 2002 i Duved, är en svensk längdskidåkare som tävlar för Trillevallens SK.

## Biografi
Rosenberg fick sitt internationella genombrott när hon vann guld i 5 kilometer klassisk stil på Olympiska vinterspelen för ungdomar 2020 i Lausanne samt silver i längdskidcross och brons i sprinten. Vid junior-VM 2022 i Lygna tog Rosenberg silver i sprinten. Vid U23-världsmästerskapen 2025 tog hon guld i den klassiska sprinten. Vid samma mästerskap tog hon guld 20 km klassiskt (masstart).

## Resultat

### Pallplatser i världscupen

#### Individuellt
Rosenberg har ännu inga individuella pallplatser i världscupen.
| Säsong | Datum | Plats | Disciplin | Placering |
| ------ | ----- | ----- | --------- | --------- |

#### Lag
I lag har Rosenberg ännu inga pallplatser i världscupen.
| Säsong | Datum | Plats | Disciplin | Placering | Lagkamrat(er) |
| ------ | ----- | ----- | --------- | --------- | ------------- |

### Ställning i världscupen
| Säsong  | Discipliner | Discipliner | Discipliner | Discipliner | Discipliner | Discipliner | Discipliner | Discipliner | Tourer      | Tourer      | Tourer    |
| Säsong  | Totalt      | Totalt      | Distans     | Distans     | Sprint      | Sprint      | U23         | U23         | Nord. öppn. | Tour de Ski | VC- avsl. |
| Säsong  | Poäng       | Plac.       | Poäng       | Plac.       | Poäng       | Plac.       | Poäng       | Plac.       | Nord. öppn. | Tour de Ski | VC- avsl. |
| ------- | ----------- | ----------- | ----------- | ----------- | ----------- | ----------- | ----------- | ----------- | ----------- | ----------- | --------- |
| 2022/23 | 202         | 68:a        | 36          | 81:a        | 106         | 52:a        | 202         | 7:a         | i.u.        | i.u.        | i.u.      |
| 2023/24 | 144         | 70:e        | 82          | 58:a        | 62          | 59:a        | 144         | 8:a         | i.u.        | i.u.        | i.u.      |
| 2024/25 | 472         | 39:a        | 233         | 38:a        | 239         | 27:a        | 472         | 3:a         | i.u.        | i.u.        | i.u.      |

### Världsmästerskap
| Tävling        | 10 km | Skiathlon | 50 km | Sprint | Stafett | Lagsprint |
| -------------- | ----- | --------- | ----- | ------ | ------- | --------- |
| Trondheim 2025 | —     | —         | —     | 12:e   | —       | —         |

### Världsmästerskap U23
| Tävling         | 10 km | 20 km | Sprint | Mixed stafett |
| --------------- | ----- | ----- | ------ | ------------- |
| Planica 2024    | Brons | 15:e  | 16:e   | Brons         |
| Schilpario 2025 | 5:e   | Guld  | Guld   | 7:e           |